# Ulver/Mysticum
Ulver/Mysticum – split dwóch norweskich zespołów blackmetalowych: Ulver i Mysticum, wydany w 1994 roku przez niezależną wytwórnię płytową Necromantic Gallery Productions.

## Lista utworów

### Mysticum
1. „Mourning” - 4:21

### Ulver
1. „Ulverytternes Kamp” - 6:30

## Twórcy

### Mysticum
- Robin „Mean” Malmberg - gitara basowa, programowanie syntezatorów
- Cerastes „Benny” - gitara, śpiew
- Prime Evil - gitara

### Ulver
- Kristoffer Rygg - śpiew
- Grellmund - gitara
- A. Reza - gitara prowadząca
- Håvard Jørgensen - gitara akustyczna
- Hugh Steven James „Skoll” Mingay - gitara basowa
- Erik Olivier „AiwarikiaR” Lancelot - perkusja